# کیم اون
کیم اون (انگلیسی: Kim On-a؛ زادهٔ ۶ سپتامبر ۱۹۸۸) بازیکن هندبال اهل کره جنوبی است.